# Thymalus parviceps
Thymalus parviceps (лат.) — вид жуков-темнотелок из подсемейства Peltinae. Распространён в Азии — на Корейском полуострове, острове Чжечжу и в Японии на островах Хоккайдо, Хонсю, Кюсю и Сикоку.

## Описание
Тело жуков выпуклое коричневое или темно-коричневое с металлическим блеском длиной 5,5-6,5 мм. В развитии связаны с полипоровыми грибами. Зимуют на стадии личинки и имаго.